# Kunstenaarsportretten (Jessurun de Mesquita)
Kunstenaarsportretten is een foto van de Nederlandse fotograaf Joseph Jessurun de Mesquita, gemaakt in 1888. Het toont de Tachtigers Willem Witsen, Willem Kloos, Hein Boeken en Maurits van der Valk. De foto bevindt zich in de collectie van het Rijksmuseum Amsterdam (Rijksprentenkabinet).

## Context
Jessurun de Mesquita benam zich in 1890 het leven door vergiftiging met cyaankali, slechts vijfentwintig jaar oud. Het grootste deel van zijn fotocollectie was een jaar eerder in vlammen opgegaan na een brand in zijn studio. Slechts vijfentwintig van zijn foto’s bleven bewaard, waarvan 'Kunstenaarsportretten' het meest bekend is.
Niettegenstaande het kleine oeuvre dat hij naliet, kan Jessurun de Mesquita worden gezien als een belangrijk vernieuwer binnen de Nederlandse fotografie. Onder invloed van het impressionisme koos hij voor franjeloze registraties van het moment, niet geposeerd, in een tijd dat de fotografie nog sterk werd gedomineerd door het geregisseerde en met decorstukken beladen werk van studiofotografen. Zijn 'losse' benadering van de fotografie was van grote invloed op een aantal kunstschilders uit zijn omgeving, waaronder Willem Witsen. Onder invloed van Jessurun de Mesquita zou ook Witsen zelf foto's gaan maken, die hij later weer gebruikte als uitgangspunt voor zijn eigen schilderijen.

## Afbeelding
De foto toont van links naar rechts de kunstschilder Willem Witsen, de dichters Willem Kloos en Hein Boeken, en de kunstschilder Maurits van der Valk, allen net als Jessurun de Mesquita deel uitmakend van de kring der Tachtigers. Nadrukkelijk wordt gesuggereerd dat het tafereel niet in scène is gezet. De vier vrienden kijken ongedwongen naar de fotograaf die hen, in elk geval ogenschijnlijk, onverwacht 'betrapt'. Ze lijken slechts even afgeleid door de camera en geven de indruk direct weer verder te zullen gaan met hun conversatie.
Belangrijk aspect van de foto is de atmosfeer, die gekenmerkt wordt door een uitstraling van onderlinge vriendschap, die zo typerend leek voor deze groep jonge kunstenaars (later zou blijken dat dit lang niet altijd het geval was). De foto groeide uit tot een icoon in de geschiedenis van de Nederlandse literatuur en daarmee tevens van de Nederlandse fotografie in de negentiende eeuw. In 2007 werd het origineel tentoongesteld tijdens de fototentoonstelling Dutch Eyes te Rotterdam.